# Jacob Rozani
Jacob Rozani, né le 24 janvier 1988, est un athlète sud-africain, spécialiste du 800 mètres.

## Biographie
Il remporte la médaille d'argent du 800 mètres lors des championnats d'Afrique 2016, à Durban, derrière le Botswanais Nijel Amos et devant son compatriote Rynardt van Rensburg. Il établit à cette occasion un nouveau record personnel en 1 min 45 s 38.

### Palmarès
| Date | Compétition            | Lieu   | Résultat | Épreuve | Temps         |
| ---- | ---------------------- | ------ | -------- | ------- | ------------- |
| 2016 | Championnats d'Afrique | Durban | 2e       | 800 m   | 1 min 45 s 38 |

### Records
| Épreuve | Performance   | Lieu   | Date         |
| ------- | ------------- | ------ | ------------ |
| 800 m   | 1 min 45 s 38 | Durban | 24 juin 2016 |